# Pulo Godang
Pulo Godang is een bestuurslaag in het regentschap Humbang Hasundutan van de provincie Noord-Sumatra, Indonesië. Pulo Godang telt 1279 inwoners (volkstelling 2010).